# Кристиан II (курфюрст Саксонии)
Кристиан II  (нем. Christian II.; 23 сентября 1583, Дрезден — 23 июня 1611, Дрезден) — курфюрст Саксонии с 1591 года, сын Кристиана I и Софии Бранденбургской.

## Жизнь

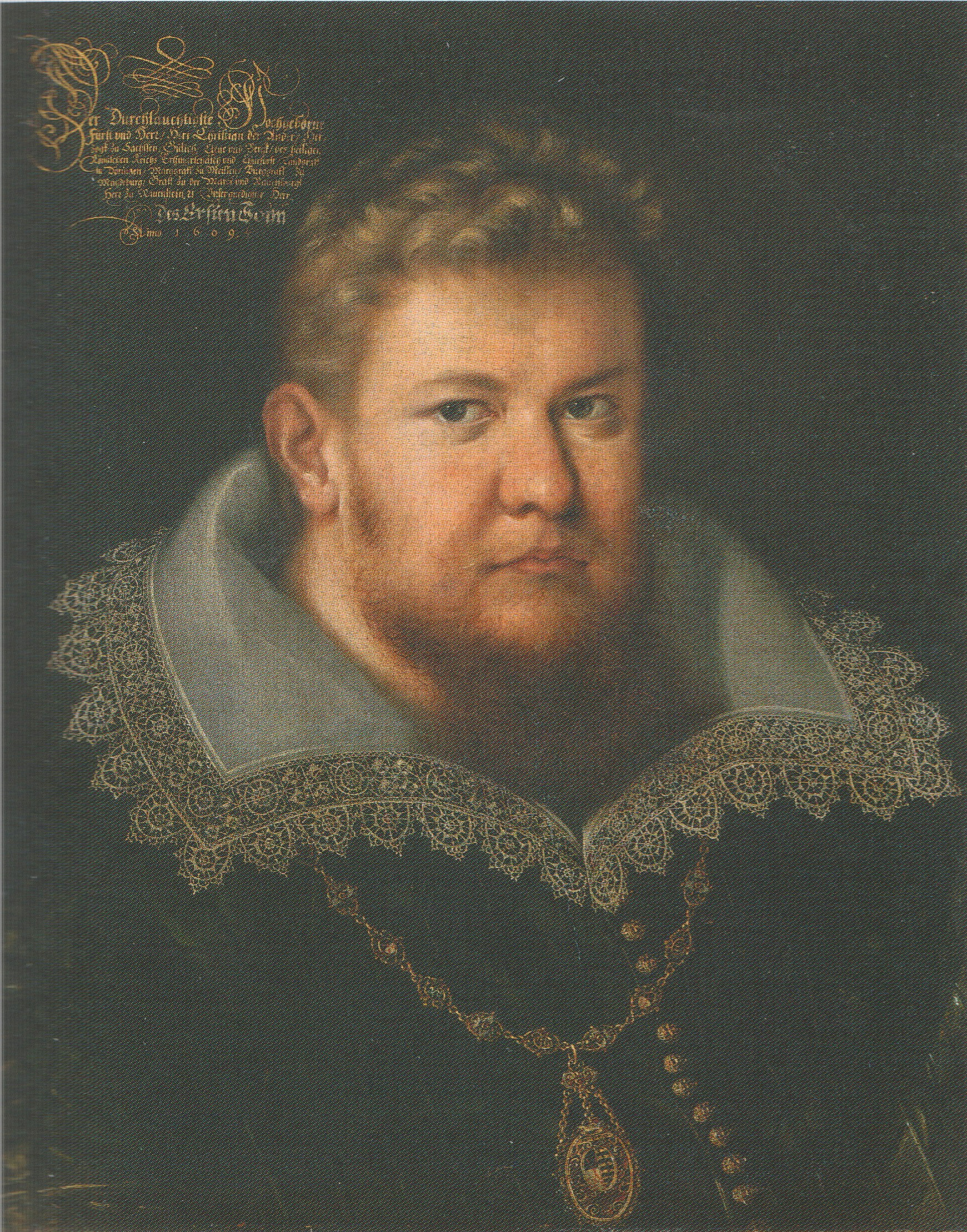
Кристиан II в 1609 году

Принц Кристиан родился в Дрездене 23 сентября 1583 года в семье курпринца Кристиана, наследника Саксонского престола.
Он под влиянием матери и опекуна, герцога Фридриха Вильгельма Саксен-Веймарского, снова ввёл в стране режим ортодоксального лютеранства и поставил её в зависимость от австрийской политики.
Его вступление в самостоятельное управление ознаменовалось казнью канцлера Креля (1601 год) и введением присяги на верность «формуле Конкордии». В союзе с Бранденбургом он поддерживал императора Рудольфа против Матвея.
Умер бездетным в 1611 году. Ему наследовал его младший брат Иоганн Георг.